# بوب باتلر
بوب باتلر (بالإنجليزية: Bob Butler)‏ هو لاعب كرة قدم أمريكية أمريكي، ولد في 4 أبريل 1891 في ألبينا في الولايات المتحدة، وتوفي في 17 ديسمبر 1959.